# Czasopismo komputerowe
Czasopismo komputerowe – rodzaj czasopisma zajmującego się informatyką, m.in. zagadnieniami obsługi komputera, Internetem, opisami sprzętu i oprogramowania, programowaniem oraz nowym technologiom związanym z przemysłem informatycznym. Do części czasopism dodawano także płyty DVD lub CD (wcześniej dyskietki i taśmy) z materiałami informacyjnymi i oprogramowaniem.
Osobną kategorię stanowią pisma zajmujące się grami komputerowymi, w których najczęściej znajdują się: recenzje gier, zapowiedzi gier, poradniki, solucje, kody do gier, recenzje sprzętu, okazjonalnie artykuły o tematyce niezwiązanej lub lekko zahaczającej o temat gier.
Istnieją także naukowe czasopisma zajmujące się tematyką gier komputerowych, np. interdyscyplinarne zajmujące się zagadnieniami od socjologii gier komputerowych po techniczne aspekty tworzenia i projektowania gier.

## Polskojęzyczne czasopisma komputerowe

### Wydawane
- CD-Action (od 1996)
- Hakin9 (od 2003)
- Linux Magazine (od 2004)
- PHP Solutions (od 2004)
- Programista (od 2012), oraz Programista Junior (od 2019)[3]
- TIK w Edukacji[4] (od 2013[5])[6]

### Dawne (wydawane po roku 2001)
- CHIP (1993–2017)
- Click! (1999–2009)
- Computerworld (1990–2021)
- Enter (1990–2010)
- GameStar (2003, 2005, 2009)
- Gazeta IT (2002–2008)[7]
- Komputer Świat (1998–2022)
- Komputer Świat Ekspert (2002–2012)
- Networld (1994–2005)
- PC Format (2000–2022)
- PCkurier (1989–2003)
- PC World Komputer (1992–2018)
- Pixel[8] (2015–2023)
- Play (2000–2012)
- Poke (2003–2005[9][10])[11][a]
- Prace Naukowo-Badawcze Instytutu Maszyn Matematycznych (2004-2014[?])[b][12][13][14]
- Reseller News (2012–2022?[15])[16][17]
- Świat Gier Komputerowych (1992–2003)
- Techniki Komputerowe (1962-2011)[18][19][20]
- Top Secret (1990–1996, 2002–2003)
- WWW / Magazyn Internetowy WWW (1997–2003)[21]

### Historyczne (wydawane do roku 2001)
Źródło (1956).
| Lp. | Tytuł                                                  | Od   | Do         | Lat |
| --- | ------------------------------------------------------ | ---- | ---------- | --- |
| 1.  | Archiwum Automatyki i Telemechaniki                    | 1956 | 1991       | 35  |
| 2.  | Prace Naukowo-Badawcze Instytutu Maszyn Matematycznych | 1959 | 1987[?]    | 28  |
| 3.  | Biuletyn Techniczno-Informacyjny                       | 1962 | 1989       | 27  |
| 4.  | Informatyka                                            | 1965 | 2000       | 35  |
| 5.  | Bajtek                                                 | 1985 | 1996, 2016 | 11  |
| 6.  | Magazyn Amiga                                          | 1992 | 1999       | 7   |
| 7.  | Gambler                                                | 1993 | 1999       | 6   |
| 8.  | Secret Service                                         | 1993 | 2001, 2014 | 8   |
| 9.  | Reset                                                  | 1997 | 2001       | 8   |

## Obcojęzyczne czasopisma komputerowe

### Wydawane
- IEEE Transactions on Computers(inne języki) (od 1952)
- Journal of the ACM(inne języki) (od 1954)

### Historyczne
Źródło (do 1972).
W kolumnach Od/Do podano daty, w których czasopismo regularnie publikowało artykuły związane bezpośrednio z komputerami, mogą się one różnić od lat wydawania. W przypadku wystąpienia różnic, lata wydawania podaje się w nawiasach po nazwie czasopisma, dodatkowo w kolumnach Od/Do takie różnice wyróżnia się kursywą.
| Lp. | Tytuł                                                                                             | Od   | Do   | Lat (różnica Od/Do) |
| --- | ------------------------------------------------------------------------------------------------- | ---- | ---- | ------------------- |
| 1.  | Mathematical Tables and other Aids to Computation (1943-1959, od 1960 Mathematics of Computation) | 1946 | 1954 | 8                   |
| 2.  | Digital Computer Newsletter                                                                       | 1949 | 1968 | 19                  |
| 3.  | AFIPS conference proceedings (AFIPS Joint Computer Conferences)                                   | 1952 | 1987 | 35                  |
| 4.  | Computers and People (1951–1988)                                                                  | 1952 | 1988 | 36                  |
| 5.  | ACM National Conference proceedings (1952, 1956-1987, 1997)                                       | 1956 | 1987 | 31                  |
| 6.  | Byte                                                                                              | 1975 | 1998 | 23                  |

## Czasopisma naukowe zajmujące się tematem gier komputerowych
- The Computer Games Journal (Springer, ISSN 2052-773X (Online)) (2012–2021)[1]
- ICGA Journal (International Computer Games Association – Międzynarodowa Federacja Gier Komputerowych, ISSN 1389-6911 (drukowany), ISSN 2468-2438 (Online))[41][2][42] (od 1978)[43][44]

### Opracowania
- Władysław Marek Kolasa:
  - „Polskie czasopisma komputerowe” (Informatyka, 1999, Małopolska Biblioteka Cyfrowa):
    - Cz. 1, Zarys statystyczno-opisowy pdf – nr 3, s. 10–16
    - Cz. 2, Magazyny komputerowe 1985–1989 pdf – nr 4, s. 10–13
    - Cz. 3, Magazyny współczesne pdf – nr 5, s. 13–18

  - Prasa komputerowa w Polsce - historia i statystyka, „AUPC Studia ad Bibliothecarum Scientiam Pertinentia”, 1, 1 kwietnia 2001, s. 109–135, ISSN 2300-3057 [dostęp 2023-04-25] (pol.).
- Przemysław Ciszek, Prasa informatyczna w Polsce — zmiany na rynku i profesjonalizacja segmentu, „Rocznik Historii Prasy Polskiej; 2022; t. 25; No 1; 129-141”, 2022, DOI: 10.24425/rhpp.2022.140489, ISSN 1509-1074 [dostęp 2023-04-25].